# Cristóbal Rojas
Cristóbal Rojas Poleo (Cúa, 15 de diciembre de 1858-Caracas, 8 de noviembre de 1890) fue un pintor venezolano, quien junto a Arturo Michelena, Martín Tovar y Tovar y Antonio Herrera Toro dominó la práctica pictórica a finales del siglo XIX en Venezuela. Tuvo una significativa trayectoria en los salones de arte de París y también en Caracas, debido a los encargos que recibió por parte del gobierno venezolano. Sus obras se caracterizan por intenso dramatismo íntimamente relacionado con su historia personal.

## Biografía

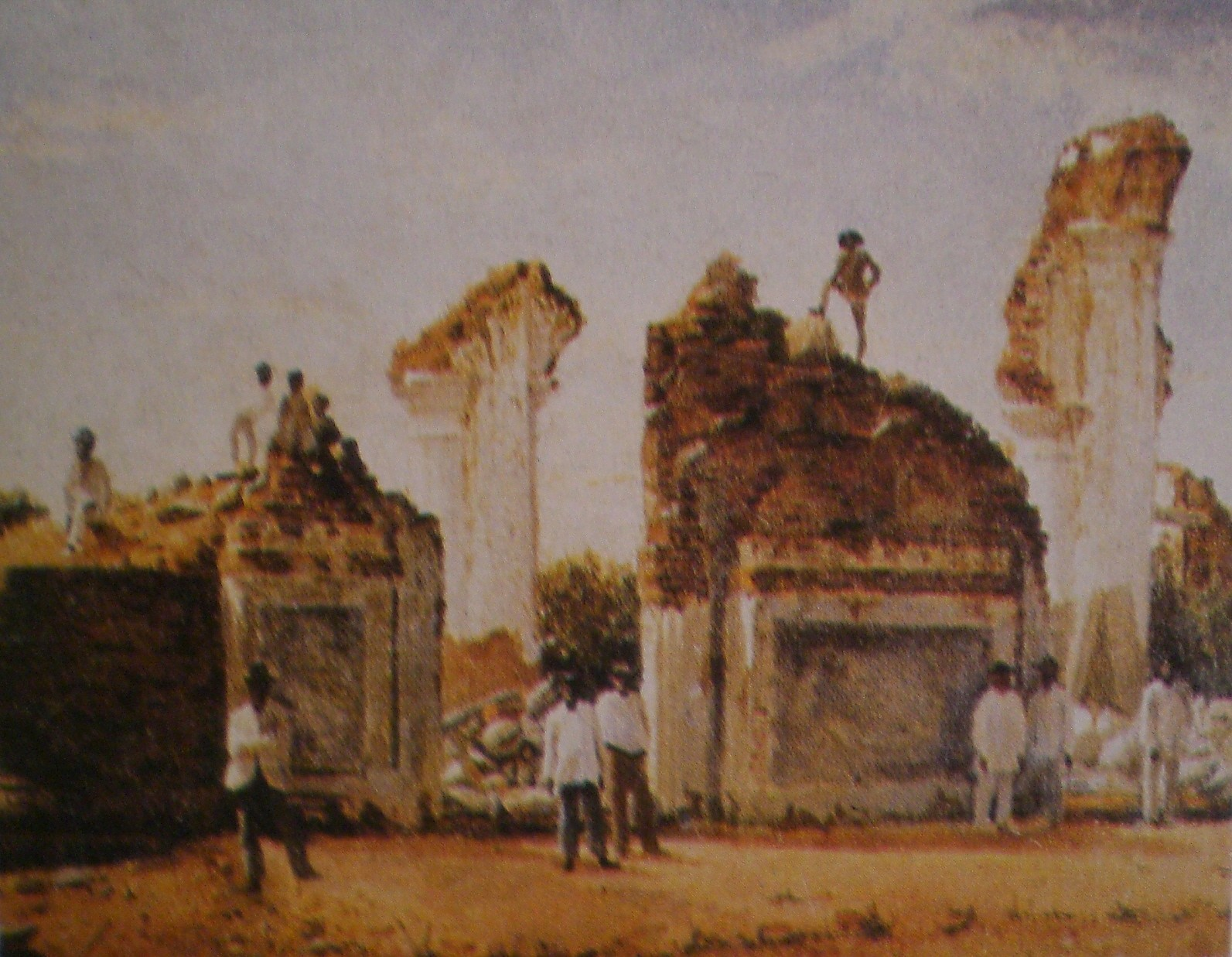
Ruinas de Cúa después del terremoto de 1878.

Cristóbal Rojas Poleo nació en Cúa, en los valles del Tuy del Estado Miranda. Sus padres fueron Cristóbal Rojas Acosta, de profesión médico y su madre Alejandra Poleo. Su infancia transcurrió en medio de la Guerra Federal (1859 - 1863) en una Cúa muy convulsionada por los eventos de la Guerra, además de una breve etapa en la República Dominicana (1860 -1864) donde su padre ejerció de cónsul. Realizó estudios básicos bajo la tutela de su abuelo, el tallista José Luis Rojas, quien motivó y estimuló su vocación por el dibujo. A la edad de 13 años, su padre falleció, por lo que Cristóbal comenzó a trabajar en una fábrica de tabaco en Cúa para ayudar a la manutención de su familia.
En 1878 se produjo un terremoto que devastó la región de los valles del Tuy. Los Rojas quedaron prácticamente en la indigencia y se trasladaron a Caracas, donde Cristóbal proseguirá sus estudios de pintura. Fue discípulo del artista José Manuel Maucó en la Academia de Dibujo y Pintura. No obstante, se vio obligado a trabajar de nuevo en una tabaquería para sostener a su familia.
Hacia finales de 1880 y 1882, realizó sus primeros óleos en los que plasmó las consecuencias del sismo en Ruinas de Cúa y Ruinas del templo de la Merced. En 1881 conoció al pintor Antonio Herrera Toro, quien venía de estudiar en Roma y quien lo contrató como ayudante en la decoración de la Catedral de Caracas.
En 1883 participa en la Exposición del Centenario del Natalicio del Libertador con su obra La muerte de Girardot en Bárbula (colección Museo Bolivariano). El Estado venezolano compra esta pintura y le concede una beca para estudiar en Europa. En 1883 llega a París y se inscribe en la Academia Julian, donde recibe clases del pintor Jean-Paul Laurens hasta 1888. En 1885 participa por primera vez en el Salón de artistas franceses y comparte su taller con el pintor Arturo Michelena, recién llegado a la capital francesa. Al año siguiente obtiene un reconocimiento en el Salón por su obra La miseria (1886). Según Enrique Planchart, en abril de ese año visita al general Antonio Guzmán Blanco, quien se encontraba en París, y este le advierte que una vez investido como presidente de la República de Venezuela le suspenderá la pensión si no se muda a Roma, lugar que consideraba más útil para la formación artística. Rojas decide permanecer en París y presentar La taberna en el Salón de artistas franceses.
En 1888 enfermo de tuberculosis se retira por una temporada a Villeneuve-Saint-Georges (Francia). Mientras tanto sigue pintando y enviando obras a los salones parisinos, como El plazo vencido, Primera y última comunión y Dante y Beatriz. Regresa a Caracas en agosto de 1890, trayendo consigo El Purgatorio, única obra de tema religioso que realiza por encargo de Fray Olegario de Barcelona para la iglesia de La Pastora. Fallece el 8 de noviembre de 1890, víctima de la tuberculosis.

## Características de la obra de Rojas
En el periodo comprendido entre 1883 a 1890 Rojas transitó lentamente a través de diferentes tendencias pictóricas las cuales van desde post-romanticismo hasta el impresionismo. Sin embargo, la mayor parte de su obra pictórica se enmarca en el realismo fuertemente influenciada por el estilo de los salones de Francia, muy en particular por las obras de Gustave Courbet y Honoré Daumier.

## Reconocimientos
- El Municipio Cristóbal Rojas[12][13] en el Estado Miranda honra la memoria del pintor mirandino.
- La actual Escuela Técnica de Artes Visuales de Caracas lleva su nombre.[14]
- Sus restos reposan en el Panteón Nacional desde el 27 de diciembre de 1958.[15]

## Galería de obras de Cristóbal Rojas
| La miseria                                          |
| La miseria (1886). Óleo sobre tela 180.4 x 221.4 cm |

| La muerte de Girardot en Bárbula                                      |
| La muerte de Girardot en Bárbula (1883). Óleo sobre tela, 287 x 217cm |

| La taberna                                       |
| La taberna (1887). Óleo sobre tela, 212 x 272 cm |

| La primera y última comunión                                         |
| La primera y última comunión (1888). Óleo sobre tela, 200 x 250.5 cm |

| El bautizo                                       |
| El bautizo (1889). Óleo sobre tela, 148 x 176 cm |

| Estudio para el balcón                                       |
| Estudio para el balcón (1889). Óleo sobre tela, 73 x 59.5 cm |

| Retrato de Rojas Paúl                                                     |
| Retrato del Presidente Rojas Paúl (1890). Óleo sobre tela, 200 x 128.3 cm |

| El Purgatorio                                        |
| El Purgatorio (1890). Óleo sobre tela, 339 x 256 cm. |